# 上海卫生疗养院
上海卫生疗养院是基督复临安息日会在中国上海开办的一所安息日会医院。
1922年11月，美国基督复临安息日会传教士米勒尔与蓝德胜在上海筹建医院。1927年，二人在沪西越界筑路地区的罗别根路（今长宁区哈密路1714号）兴建了一座环境幽雅、设备先进的医院。1929年初正式开业。米勒尔任院长。医院的医生、护士及工作人员均为安息日会信徒，该院同时也是基督复临安息日会的沪西教会所在地。该院主要为侨民以及中国上层人士服务，有病床60张。除精神病、传染病两类患者外，均可就诊。不久又在老靶子路（今虹口区武进路）安息日会沪北会堂东侧设分院。
淞沪会战中，上海卫生疗养院受到严重破坏；战后重建，至1948年5月复业，由中国人刘启承任院长。
总院原址现为空军上海第三医院，分院原址现为海军411医院。